# Félix Courtinard
Félix Courtinard (Saint-Joseph, 12 luglio 1961) è un ex cestista francese.

## Biografia
È un ex giocatore di basket francese. Ha avuto una carriera notevole, giocando 52 volte per la nazionale francese di basket tra il 1987 e il 1993. Durante la sua carriera professionale, Courtinard ha giocato in diversi club, tra cui Oloron, Salon, Voiron, Nantes, Gravelines, Cholet, ASVEL, PSG Racing e Strasbourg. È alto 2,05 metri e ha giocato sia come ala forte che come centro.
Oltre alla sua carriera nei club, Courtinard ha anche avuto successi a livello internazionale. Ha partecipato al quarto posto al Campionato d'Europa delle Nazioni nel 1991 e al settimo posto nel 1993. Inoltre, ha vinto una medaglia di bronzo ai Giochi del Mediterraneo nel 1993. Dopo il ritiro dal gioco attivo, Courtinard ha fondato il club di basket Goyave ABBG in Guadeloupa, dove attualmente ricopre il ruolo di allenatore.
La sua carriera è stata caratterizzata da un'impressionante versatilità e abilità sia in campo nazionale che internazionale, rendendolo una figura di spicco nel basket francese.

## Carriera
Con la Francia ha disputato due edizioni dei Campionati europei (1991, 1993).